# Badevel
Badevel är en kommun i departementet Doubs i regionen Bourgogne-Franche-Comté i östra Frankrike. Kommunen ligger i kantonen Étupes som tillhör arrondissementet Montbéliard. År 2022 hade Badevel 808 invånare.

## Befolkningsutveckling
Antalet invånare i kommunen Badevel
Referens:INSEE